# Kenneth Glass
Kenneth Glass   (Toronto, 24 de juliol de 1913 - Vancouver, 17 de gener de 1961) va ser un regatista canadenc que va competir durant la dècada de 1930.
El 1932 va prendre part en els Jocs Olímpics de Los Angeles, on va guanyar la medalla de bronze en la categoria de 6 metres del programa de vela. Glass navegà a bord del Caprice junt a Philip Rogers, Gerald Wilson i Gardner Boultbee.